# Jackson Brundage
Jackson Brundage, Jackson Lachlan Brundage, född 21 januari 2001 i Kalifornien, USA är en amerikansk barnskådespelare.

## Filmografi

### Filmer
- 2006 - Lime Salted Love - Charlie
- 2008 - Einstein Pals - (röst)

### TV-serier
- 2007 - Las Vegas - lille Danny, 1 avsnitt
- 2008 - One Tree Hill - James Lucas Scott.
- 2012 - See Dad Run - Joe Hobbs